# Universidade de Bohol

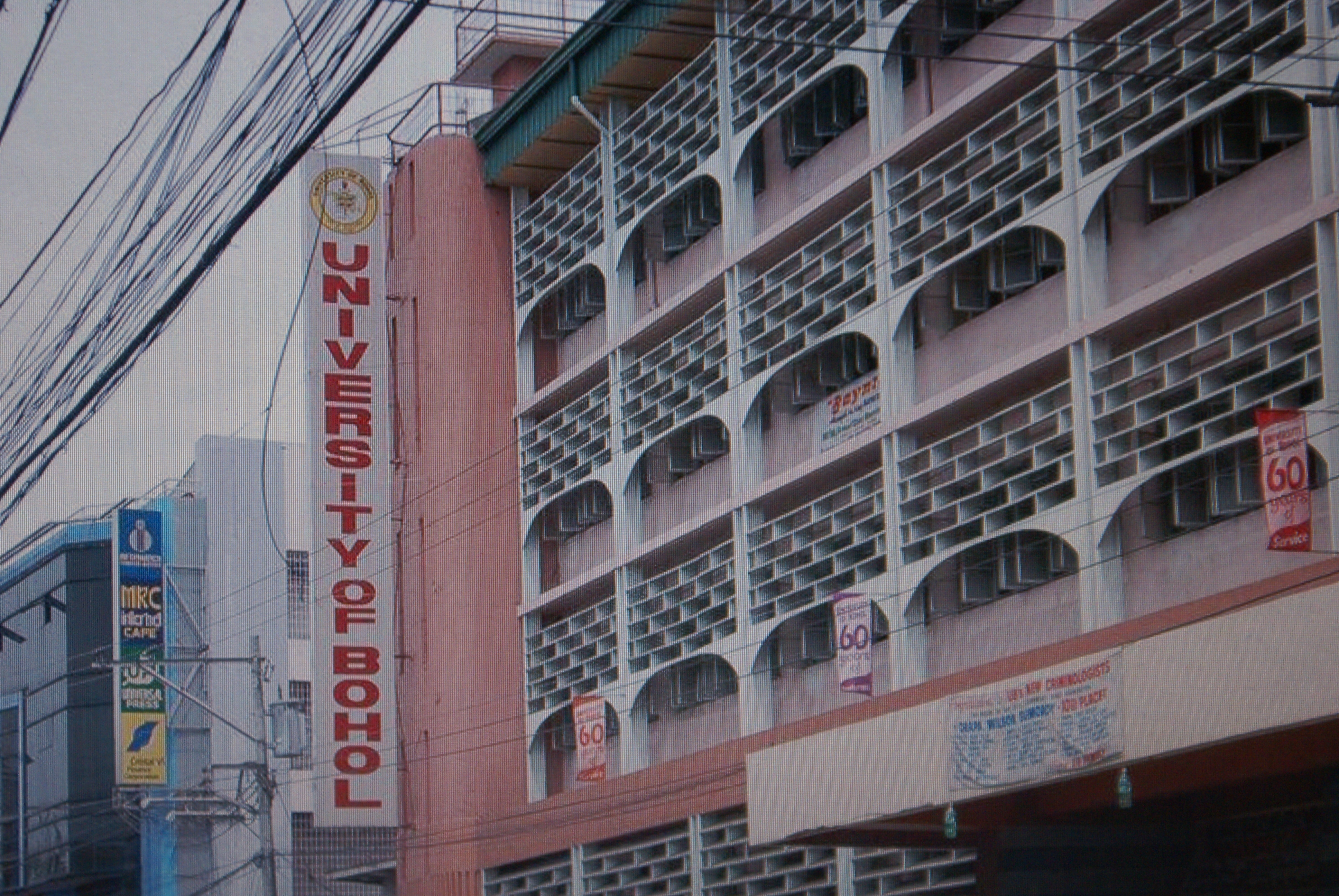
Universidade de Bohol

A Universidade de Bohol ou  U.B. é uma Universidade localizada em Bohol, Filipinas.
Foi criada em 1946.